# Ceratostema ferreyrae
Ceratostema ferreyrae är en ljungväxtart som beskrevs av J.L. Luteyn. Ceratostema ferreyrae ingår i släktet Ceratostema och familjen ljungväxter. Inga underarter finns listade i Catalogue of Life.